# Visual merchandising

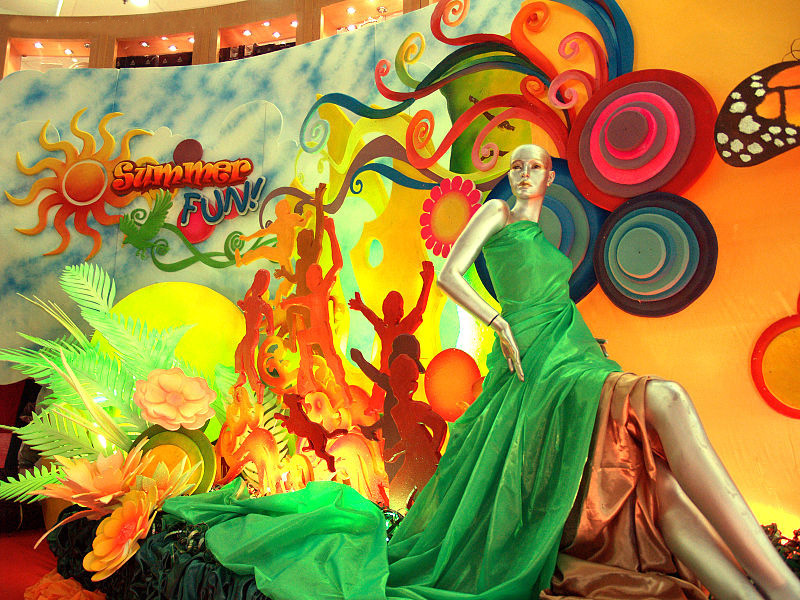
Décor d’un magasin

Le visual merchandising (en français marchandisage visuel, mais l’expression est moins employée) est une activité qui s’occupe de l’organisation visuelle des zones de vente (magasins, boutiques, espaces de présentation) ou d’espaces culturels (expositions, musées, galeries etc.), en vue d’optimiser la présentation des produits, le bien-être et la satisfaction des clients ou visiteurs et du personnel, et de favoriser les ventes. C’est une profession essentiellement artistique, exercée par des stylistes, designers, mais qui exige en même temps des connaissances en marketing et en techniques diverses, afin de concevoir et de faire réaliser par des spécialistes les objets et aménagements requis.

## Principes
Le visual merchandising est au cœur de la relation entre producteurs de biens, de services ou d'activités commerciales diverses et le public consommateur, le client.
Il implique une multitude de dimensions, à la fois artistiques, techniques et économiques, légales, sociales et écologiques. La nature des travaux, leur taille, l'environnement global dans lequel ils se concrétisent, de même que la conjoncture, rendent les enjeux complexes et souvent contradictoires.
Le visual merchandising intègre les exigences du marketing, du développement et de l'économie, pour créer un environnement propice dans les domaines aussi variés que les espaces de vente, la promotion de produits et de services, la muséographie, les événements culturels.
Selon une logique métonymique, le terme « merchandising » sert à désigner différentes actions, qu'il s'agisse de la mise en rayon, de la présentation, de l'étalage voire, plus directement, de l'assortiment du produit et des collections, définition directement issue de l'acception que donne du terme le marketing américain, plus large que celle utilisée aujourd'hui en France, et qui renvoie aux notions de « planning, buying, selling ».

### Évolution dumerchandising
Les modes de présentation des produits ont connu au cours des siècles une sophistication croissante, même si les techniques de ce que recouvre aujourd'hui le terme de visual merchandising sont d'apparition récente.
Presque inexistant en France jusqu'aux années 1970, son implantation s'est développée par l'entremise de quelques entreprises multinationales qui le pratiquaient depuis les années 1960 aux États-Unis notamment.
Quelles sont les raisons de cette émergence à un moment clé de l'évolution du commerce et de la consommation ? Quelles sont les problématiques y ayant présidé ? Quelles sont les démarches ayant conduit les entreprises à mettre en œuvre une véritable politique merchandising ?
Trois éléments tiennent une part prépondérante dans la réponse à ces interrogations :
- l'évolution de la distribution ;
- les modifications du comportement du consommateur ;
- l'accroissement de la concurrence, qui a comme conséquence la banalisation des produits.

## Champs d’activité
Le visual merchandising peut se limiter à l'un des secteurs traditionnels du commerce, comme l’aménagement intérieur, la décoration, l’étalage, la PLV (publicité sur le lieu de vente), etc., mais il répond surtout à une vision plus globale visant à coordonner l’ensemble de ces facteurs. Il commence donc avec la conception même de l’espace de vente ou d’exposition, pour aller vers les plus petits détails. Il tient une place prépondérante dans le luxe, la mode, l’équipement de la personne.
Les objectifs du merchandising sont de « raconter » au consommateur ce qu’est la marque ou l’institution, de lui faire comprendre de façon claire et évidente ce qu’elle fait, tout en affirmant son identité. Pour ce faire, le point de vente constitue le premier média. En effet, tout élément est considéré comme porteur de communication.
Quatre types d'actions conjuguées sont destinées à favoriser l'acte d’achat :
- faciliter le cheminement du client : lorsque le consommateur franchit le seuil d'un magasin, il faut l'accompagner au long de son déplacement. Le magasin doit favoriser la découverte de l'offre à travers des espaces séparés, lui permettant de passer facilement d'un secteur à un autre ;

- rendre le produit accessible : aujourd'hui le consommateur est de plus en plus en situation d'autonomie dans l'acte d'achat ; il doit pouvoir se repérer et comprendre les classifications, afin de pouvoir se décider librement ;

- améliorer le service : il s'agit d'offrir au consommateur des services qui seront preuves qu'il a acheté le produit dont il avait besoin, mais aussi qu'il l'a fait au bon endroit, puisque d'une façon agréable. Que ce soit par la signalétique, les cabines d'essayage ou le point d'encaissement, il s'agit de prolonger l'acte d'achat au-delà du point de vente ;

- traduire la notion de qualité : cette notion intègre à la fois le produit et la façon dont il est présenté. Toutes les attentions portées au produit peuvent être, pour le consommateur, indice de qualité et, plus on met de soin à mettre le produit en scène, plus le consommateur aura le sentiment que celui-ci est respecté et donc respectable.

### Plans
La première approche se fait en établissant les plans de l’espace, la circulation, l’aspect pratique, ludique, à la fois dans ce qui restera pérenne et ce qui sera amené à changer selon les périodes (saisons, fêtes, opérations spéciales). Le visual merchandiser travaille en étroite collaboration avec l’architecte ou l’architecte d’intérieur.

### Vitrines
La vitrine est un des éléments essentiels du visual merchandising, en ce qu’elle constitue un appel et un lien entre l’extérieur et l’intérieur. Elle associe la présentation et la mise en valeur du produit, soit par gamme, soit par choix d’un produit phare, auquel s’associe un décor qui peut demander des fabrications spéciales (présentoirs mobiles, jeux d’éclairages). Le visual merchandiser gère un réseau de sous-traitants spécialisés dans diverses techniques, et de fournisseurs pour les objets de décoration qui peuvent être extrêmement variés. Il doit aussi gérer l’après-usage des présentations, qui ont une durée par définition limitée : le renouvellement est la marque de la vitalité et de la réactivité. Il faut donc prévoir le démontage, le stockage des éléments de présentation, la réutilisation éventuelle dans d’autres périodes ou d’autres lieux, la revente, la restitution des objets loués ou prêtés.
L'agencement et la décoration d'une vitrine ressemblent à ceux d'un théâtre. C'est une scène sur la rue, où l'on entend disposer de façon attractive tout ce qui peut se vendre.

### Aménagement intérieur
L’aménagement intérieur consiste à définir les circulations de la clientèle ou du public de manière que tous les produits soient visibles et accessibles, en définissant les priorités, en imposant un parcours précis ou en laissant toute liberté d’évolution. Il réside aussi dans le choix des éléments techniques indispensables — étagères, présentoirs, portants, etc. — et de la décoration — choix des matériaux, des matières, des couleurs, des accessoires entrant dans la thématique. Enfin il s’applique aux plus petits détails que sont par exemple l’étiquetage et l’information, la présentation, le rangement des produits par couleurs, par tailles, etc. 

#### Niveaux de lecture
Fondamentale en ce qui concerne la présentation de l'assortiment, aussi bien pour les produits de grande consommation que pour les produits de luxe, est la notion de niveau de lecture.
Ces niveaux de présentation sont déterminés en fonction de la facilité d'accès et des caractéristiques physiques des produits.
On distingue en général quatre niveaux de présentation, tout en gardant à l'esprit que la visualisation n'est pas la même, suivant que l'on se tient devant un rayon ou à distance de celui-ci :
- le niveau « au-dessus des yeux » (plus de 1,70 m) obtient des résultats variables selon la hauteur de l'étagère ou la tablette. À hauteur des cheveux, ils sont encore satisfaisants ; plus haut, les produits sont visibles mais difficiles à atteindre, voire inaccessibles et les résultats sont faibles. Il vaut mieux utiliser ces emplacements pour des articles dont le conditionnement ou la présentation physique sont suffisamment évocateurs pour être repérés de loin ou lorsque la proposition est doublée sur la tablette du dessous ;

- le niveau des yeux (entre 1,10 et 1,70 m) est le plus marchand et celui des articles à privilégier. Il est donc intéressant d'y placer les produits les plus susceptibles de déclencher un achat d'impulsion, qu'ils soient nouveaux, à forte image de marque ou à notoriété importante, et les plus rentables. Dans certains cas, à contrario, il est stratégique de réserver ces endroits aux produits dont les prix sont particulièrement attractifs pour le consommateur ;

- le niveau des mains (de 0,60 à 1,10 m) est celui de « l'outil ». Plus il est proche des yeux et facilement accessible, meilleur il est. On le réserve alors à des produits à privilégier (forte demande spontanée, publicité). En descendant, l'efficacité va diminuant et ce sont plutôt les produits indispensables, les accessoires difficiles à ranger qui y sont installés ;

- le niveau du sol ou des pieds (de 0,20 à 0,60 m) est un niveau de moindre vente. C'est celui des articles volumineux, à lisibilité verticale. Réputé moins favorable, il est le niveau d'élection pour les produits à forte fréquence d'achat.

### Merchandisingalimentaire
Le domaine alimentaire (commerces de détail, restauration de tous types), dans un marché très saturé, doit évoluer entre le respect d’un certain nombre de codes de communication, de traditions, de règlementations, et une nécessaire originalité afin de se distinguer d’une concurrence pléthorique. Dans ce domaine, le visual merchandising joue donc un rôle majeur.